# اصل تفرد
اصل تفرد (به انگلیسی: principle of individuation) یک معیار است که اعضای گونه یا نوع مرتبط با خود را جداسازی می‌کند یا به صورت عددی تفکیک می‌کند، یعنی به کمک آن می‌توان نوع آن هر شیء را (موقعی که یک یا چند نوع وجود دارد) تعیین کرد.  به اصل جداسازی «معیار شناسایی» یا «اصل گم‌شدن» هم می‌گویند. اولین بار ارسطو این متوجه این اصل شد. و توسط فیلسوف قرون وسطی دانس اسکوتوس مورد بحث قرار گرفت.